# Julian Markvoort Beke
Julian Markvoort Beke (10 augustus 2001) is een Nederlands-Amerikaans-Belgisch voetballer die als aanvaller voor SVV Scheveningen speelt.

## Carrière
Julian Markvoort Beke speelde in de jeugd van het Amerikaanse Orlando City SC, de 1. Jugend-Fußball-Schule Köln, CD Antonio Puerta uit Sevilla, AFC, SC Buitenveldert en Alphense Boys. Bij Alphense Boys mocht hij eenmaal kort invallen in het eerste elftal. Dit was op 3 november 2019, in de met 1-2 gewonnen uitwedstrijd tegen HBS-Craeyenhout. In 2021 vertrok hij naar ADO Den Haag, waar hij in het onder-21-elftal speelde. Hij debuteerde in het eerste elftal van ADO op 6 mei 2022, in de laatste wedstrijd van het reguliere seizoen tegen FC Emmen. Markvoort Beke kwam in de 74e minuut in het veld voor Amar Ćatić. Na een jaar bij ADO vertrok hij naar SVV Scheveningen.

### Statistieken
| Seizoen                        | Club             | Land           | Competitie         | Competitie | Competitie | Beker | Beker | Totaal | Totaal |
| Seizoen                        | Club             | Land           | Competitie         | Wed.       | Dlp.       | Wed.  | Dlp.  | Wed.   | Dlp.   |
| ------------------------------ | ---------------- | -------------- | ------------------ | ---------- | ---------- | ----- | ----- | ------ | ------ |
| 2019/20                        | Alphense Boys    | Nederland      | Zon. Hoofdklasse A | 1          | 0          | 0     | 0     | 1      | 0      |
| 2021/22                        | ADO Den Haag     | Nederland      | Eerste divisie     | 1          | 0          | 0     | 0     | 1      | 0      |
| 2022/23                        | SVV Scheveningen | Nederland      | Tweede divisie     | 14         | 1          | 1     | 0     | 15     | 1      |
| Carrièretotaal                 | Carrièretotaal   | Carrièretotaal | Carrièretotaal     | 16         | 1          | 1     | 0     | 16     | 1      |
| Bijgewerkt op 29 december 2022 |                  |                |                    |            |            |       |       |        |        |